# Міхаель Претц
Міхаель Претц (нім. Michael Preetz, нар. 17 серпня 1967, Дюссельдорф) — колишній німецький футболіст, що грав на позиції нападника.
Виступав за «Фортуну» (Дюссельдорф), «Саарбрюкен», «Дуйсбург», «Ваттеншайд 09» та «Герту», а також національну збірну Німеччини.

## Клубна кар'єра
У 18 років підписав контракт з основною командою дюссельдорфської «Фортуни», але в основний склад потрапив не відразу: спочатку набирався досвіду в основних нападників клубу — Міхаеля Блеттеля, Свена Демандта і Генріка-Равн Єнсена. 2 вересня 1986 року дебютував у бундеслізі у матчі проти мангеймського «Вальдхофа», що закінчився перемогою його команди з рахунком 2:0. Однак у тому сезоні «Фортуна» вилетіла у другу лігу. Закріпившись в її складі вже до середини наступного сезону, Міхаель став одним з найкращих гравців команди і 1989 року допоміг своїй команді повернутись в Бундеслігу. 

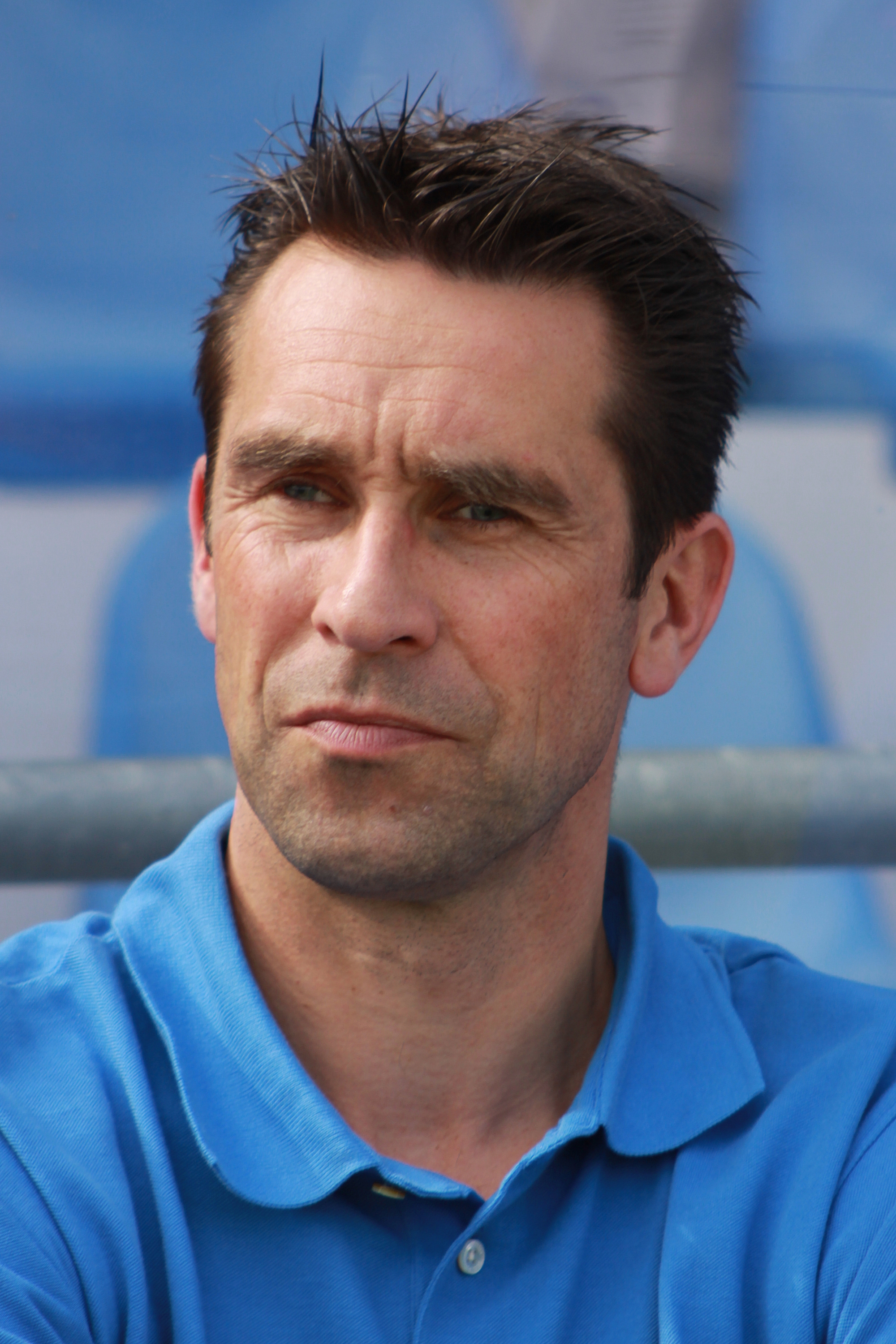
Міхаель Претц у 2009 році.

Влітку 1990 року Претц перейшов  в «Саарбрюкен», де став у сезоні 1991/92 найкращим бомбардиром Другої бундесліги і допоміг команді вийти в еліту. Проте Претц продовжив грати у Другій Бундеслізі, позаяк в наступному сезоні 1992/93 виступав у складі «Дуйсбурга». У тому сезоні він забив 17 м'ячів, чим дозволив «Дуйсбургу» вийти в Бундеслігу. Однак там у нього гра не задалася і влітку 1994 року він підписав контракт з клубом «Ваттеншайд 09», який також виступав у Другій Бундеслізі. За два сезони, проведені в клубі він зіграв 60 матчів і забив 17 м'ячів, але особливо нічим не запам'ятався. 
За підсумками сезону 1995/96 «Ваттеншайд» залишив Другу Бундеслігу, і Міхаель, не бажаючи грати нижче рівнем, підписав контракт з берлінською «Гертою». У першому ж сезоні «Герта» виходить в Бундеслігу. У першому сезоні в елітному дивізіоні, бувши гравцем «Герти», Міхаель забив 14 м'ячів, а в наступному став найкращим бомбардиром німецької першості з 23 м'ячами, а «Герта» стає бронзовим призером першості. Наступного року Претц став першим футболістом «Герти», що забив гол в Лізі чемпіонів, а у 2001 і 2002 роках з командою виграв кубок німецької ліги. Міхаель же стабільно проводив понад тридцять матчів за сезон і забивав понад десять м'ячів. У 2000 році він став капітаном «Герти» і залишався ним до кінця своєї футбольної кар'єри у 2003 році.

## Виступи за збірну
6 лютого 1999 року дебютував в офіційних іграх у складі національної збірної Німеччини в матчі проти збірної США, який несподівано був програний з рахунком 0:3. Через три дні, в матчі проти збірної Колумбії Міхаель забив свої дебютні два м'ячі. 
У складі збірної був учасником розіграшу Кубка конфедерацій 1999 року у Мексиці. Там він з'явився на полі лише в одному матчі проти збірної Нової Зеландії, в якому він забив один гол. Останній матч за збірну провів 16 квітня 2000 року проти збірної Швейцарії.
Протягом кар'єри у національній команді, яка тривала усього 2 роки, провів у формі головної команди країни 7 матчів, забивши 3 голи.

## Досягнення
- Володар кубка німецької ліги: 2001, 2002
- Найкращий бомбардир Першої Бундесліги: 1998/99 (23 голи)